# برابر ملوية (قصابي ملوية)
برابر ملوية هي إحدى مشيخات المملكة المغربية، تتبع جغرافيا لإقليم بولمان وإداريًا لقصابي ملوية. يقدر عدد سكانها بـ 3577 نسمة حسب الإحصاء الرسمي للسكان والسكنى لسنة 2004.